# Adolf Zahn

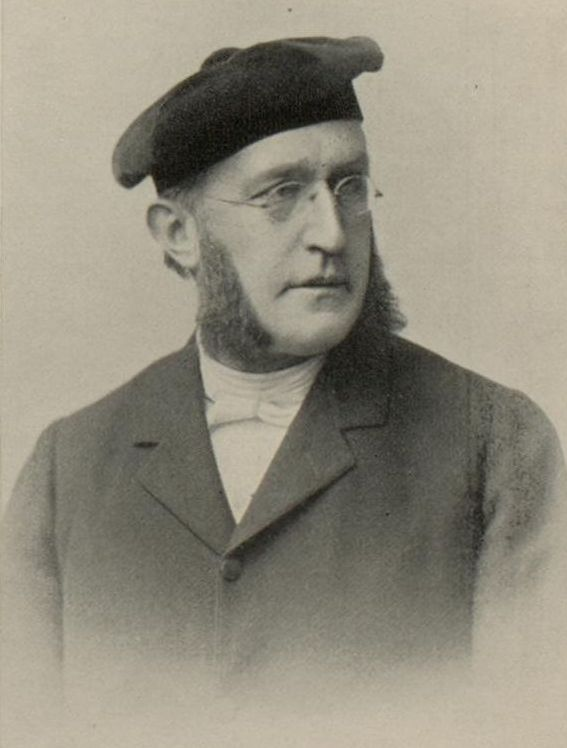
Adolf Zahn

Adolf Johannes Cleophas Zahn (auch: Adolph Johannes Kleophas; * 28. September 1834 in Mützenow; † 27. Februar 1900 in Stuttgart) war ein evangelischer Theologe. Er war evangelisch-reformierter Domprediger in Halle und Pastor an der Niederländisch-reformierten Gemeinde in Elberfeld sowie Stuttgart und gilt als Vertreter des Neocalvinismus.

## Leben und Wirken
In Neustettin, wohin sein Vater von der hinterpommerschen Landpfarre Mützenow bei Stolp in diese Superintendentur versetzt wurde, besuchte Zahn das Fürstlich-Hedwigsche Gymnasium. Er studierte evangelische Theologie in Halle von September 1853 bis Ostern 1856 und setzte sein Studium 1857 in Tübingen fort. Im Oktober 1857 legte Zahn sein erstes theologisches Examen ab und im März 1859 sein zweites.
Zu den Professoren an der Theologischen Fakultät der Universität Halle in den Jahren 1855 und 1856, die Zahn als bedeutend einschätzte, gehörten der Dogmatiker Julius Müller und der Exeget August Tholuck. Mit den von ihnen vertretenen Lehrmeinungen setzte sich Zahn als reformierter Pastor kritisch auseinander. In seinem gedruckten Lebenslauf als Hallenser Domprediger nannte Zahn den Universitätsprofessor Johannes Wichelhaus und den promovierten Theologen Hermann Kohlbrügge als diejenigen Geistlichen, die ihn in das „Verständnis der heiligen Schrift“ einführten. Vorübergehend hielt sich Zahn in der Schweiz auf, um sich dort auf eine Pfarrstelle zu bewerben. Nach vergeblichem Bemühen um die in Aussicht gestellte Pfarrstelle wurde er im September 1859 Prädikant an der Domkirche, um dem Domprediger und Theologieprofessor Ludwig Gottfried Blanc als Hilfsprediger zur Verfügung zu stehen. Seine Ordination zum Pfarrer wurde am 22. Oktober 1860 in Magdeburg vollzogen. Die Berufung von Zahn auf eine Dompredigerstelle, die 3. Stelle, wurde möglich, als der bisherige Stelleninhaber, Domprediger Wilhelm Focke, auf die zweite Pfarrstelle auf Grund der Pensionierung von Ludwig Gottfried Blanc als 2. Domprediger im Herbst 1860 – Blanc blieb als Professor der romanischen Sprachen weiterhin in Halle tätig – aufrücken konnte. Seine akademische Grade Lic. theol. erwarb Zahn im Jahre 1871 in Wien und den Dr. theol. 1872 in Marburg. Zahns Amtseinführung als 3. Domprediger erfolgte am 9. Dezember 1860 durch den 1. Domprediger und Konsistorialrat Andreas Samuel Neuenhaus unter Assistenz seines Vaters Johann Friedrich Adolph Zahn, der nach Neustettin in Giebichenstein bis zu seiner Pensionierung als Pfarrer wirkte, sowie des Dompredigers Blanc. Domprediger Zahn wirkte 16 Jahre in Halle von 1860 bis 1876 und bedankte sich in seiner Abschiedspredigt vom 29. Oktober 1876 auch bei der evangelisch-reformierten Äbtissin und allen „Conventualinnen“ (Stiftsdamen) des hochadligen Jenastifts für die ihm als Seelsorger entgegengebrachte Gastfreundschaft und begründete seinen Schritt, von der unierten Landeskirche in Preußen in die Elberfelder reformierte Gemeinde zu wechseln, „die sich im Unterschied von der landeskirchlich reformierten Gemeinde die niederländisch-reformierte Gemeinde nannte“. Zahn blieb jedoch nur bis 1880 in Elberfeld und wechselte dann in die reformierte Gemeinde in Stuttgart, wo er neben seiner Gemeindearbeit vor allem publizistisch tätig war.

## Privates einschließlich Verwandtschaft
Am 4. Mai 1862 heiratete Zahn die am 26. November 1836 geborene Pauline, geb. von der Heydt. Sie war eine Tochter von vier Kindern des Geheimen Kommerzienrates Daniel von der Heydt, der 1847 Mitbegründer der niederländisch-reformierten Kirche in Elberfeld war. Aus der Ehe mit Pauline gingen fünf Kinder hervor, von denen eins gleich nach der Geburt starb: Danach wurden geboren: Johannes (* 19. Februar 1865), Alwine (* 2. August 1868), Paula (* 18. September 1870) und Meta (* 29. Februar 1872). Als Adolf Zahn in Stuttgart zu Ostern 1881 die Geburtsdaten seiner Kinder im Lebensbild vor allem seiner angeheirateten Verwandten „von der Heydt“, der Familie seiner Frau, veröffentlichte, lebten nur noch zwei seiner Kinder: Johannes und Meta. Als Motto für die Lebensgeschichte seines Schwiegervaters Daniel von der Heydt wählte Zahn den Bibelvers: Schauet den Fels an, davon ihr gehauen seid, und des Brunnens Gruft, daraus ihr gegraben seid.
Seine Mutter, Kleophea Zahn, geboren 1797 in St. Gallen, gestorben 1860 in Giebichenstein bei Halle an der Saale, war eine Tochter der St. Galler Pietistin Anna Schlatter-Bernet und ihres Ehemannes, Hektor Stephan Schlatter (* 1805; † 1880). Adolf Zahn war ein Cousin des evangelischen Theologen und Professors für Neues Testament und Systematik in Bern, Greifswald, Berlin und Tübingen Adolf Schlatter.
Eine Tante war Anna Zahn, geborene Schlatter (* 1800; † 1853). Durch diese verwandtschaftlichen Verhältnisse war Adolf Zahn ein Cousin des Pädagogen und Direktors des Gymnasiums Adolfinum in Moers Johannes Zahn und dessen Brüder, des evangelischen Theologen und Professor für Neues Testament an der Universität Erlangen Theodor Zahn sowie des evangelischen Theologen und Inspektor der Norddeutschen Missionsgesellschaft, Franz Michael Zahn. Mit diesen Cousins war Adolf Zahn auch über seinen Vater, Johann Friedrich Adolf Zahn (* 8. Januar 1795 in Wasserthaleben; † 5. Februar 1866 in Giebichenstein) näher verwandt, der zuletzt als Superintendent a. D. in Giebichenstein in der Nähe seines Sohnes wohnte, als dieser noch Domprediger in Halle war. Der Vater seiner Cousins, der Pädagoge Franz Ludwig Zahn, war ein jüngerer Bruder seines Vaters. Beide Brüder, Johann Friedrich Adolf und Franz Ludwig, waren Söhne des Pfarrers Johann Gottlieb Zahn (* 6. September 1762 in Wasserthaleben; † 3. April 1845 ebenda) und dessen Ehefrau Amalie Karoline Christine, geborene Koch (* 1. Januar 1771 in Großenehrich; † 17. Februar 1853 ebenda).
Als Zahn noch Domprediger in Halle war, nutzte er die Bibliothek im Jenastift, die eine „Fundgrube“ für seine „geschichtlichen Studien“ darstellte. Größtenteils waren die Bücher von Christen evangelisch-reformierten Bekenntnisses gespendet worden, die im adeligen Damenstift verkehrten, und auch von dort beheimateten „Kanonissinnen“, wie er gelegentlich die adeligen Damen wegen des religiösen Tagesablaufs mit Gebetsstunden im frei-weltlichenen von Jenaschen Fräuleinstift bezeichnete.

## Hallenser Predigten im Dom und in St. Moritz im Kriegsjahr 1870
In seinen veröffentlichten Hallenser Predigten im Dom und in der Kirche St. Moritz während des 1870er Krieges gegen Frankreich beschrieb und beurteilte der reformierte Pastor zeitgemäß und aufklärerisch: „Es ist etwas Entsetzliches um den Krieg. Er bleibt Mord, wenn er auch geordneter Mord ist … Über den Schlachtfeldern toben alle Leidenschaften, der letzte Rest des Menschlichen schwindet. Man sinkt unter das Tier. Und jetzt Franzosen und Deutsche zusammen? … Hier werden keine Verbrecher abgetan, sondern eure Söhne.“ In einem Gottesdienst zum Gedächtnis der Verstorbenen am 20. November 1870 nannte der Domprediger das Stiftsfräulein von Boenigk (* 1825; † 1895) und das Stiftsfräulein von Kitzing (* 1836; † 1874) aus dem Jenastift, die den Tod je eines Bruders zu beklagen hatten.
Als sich der Deutsch-Französische Krieg länger hinzog und Adolf Zahn mit den Seinen in Halle Weihnachten 1870 feierte, schrieb er, was ihn und seine Gemeinde bewegte, in einem acht Strophen langen Gedicht nieder. Besonders zwei davon sind wegen ihrer Aussagekraft eindrucksvoll:
Die Welt liegt tief und voll in ihres Blutes Lachen/

Die Völker morden sich in Hass/

Und gierig satt das Schwert sich fraß/

Und immer noch verschlingt des Krieges weiter Rachen.

An alles kann das Kind der Erde sich gewöhnen:

Gott donnert über ihm mit Macht/

Wirft es in sternenlose Nacht:

Es irrt umher und bleibt ihm fern mit seinem Sehnen.

## Schriften
Auf Grund seiner zahlreichen Veröffentlichungen gilt Adolf Zahn auch als Schriftsteller.
- Mitteilungen über die Geistlichen der evangelisch-reformierten Domgemeinde zu Halle a. d. S. : zur dreihundertjährigen Gedächtnisfeier des Heidelberger Katechismus. Halle 1863.[24]
- Die Zöglinge Calvin's in Halle an der Saale. Mit dem Portrait Calvins nach Theophil Schulers Kopie des Genfer Originals, in Kupfer gestochen von F. Knoll und einer Ansicht der Moritzburg und Domkirche nach C. Würbs in Stahl gestochen von Joh. Poppel, Halle, 1864 (Nachdruck 2010, ISBN 978-1-141-78783-8).
- Der Einfluss der Reformierten Kirche auf Preußens Größe. Halle 1871.[25]
- De notione peccati, quam Johannes in prima epistola docet, commentatio. Halis Sax, 1872.[26]
- Abschiedsworte gesprochen in der Domkirche in Halle am 27. August, am 3. September und 29. Oktober 1876. Halle 1876.
- Der Großvater. Ein Lebensbild. Stuttgart 1881.[27]
- Aus dem Leben eines reformierten Pastors. Barmen 1881.
- Die Ursachen des Niedergangs der reformirten Kirchen in Deutschland. Barmen 1881.[28]
- zusammen mit J. Künzli: Zur Erinnerung an Herm. Friedr. Kohlbrügge: Doktor der Theologie und Pastor der Niederländisch-Reformirten Gemeine in Elberfeld. Elberfeld 1882.
- Ein Kirchenraub: Beitrag zur Geschichte der reformirten Kirche in Württemberg. (Separat-Abdruck aus der „Deutschen Reichspost“). Stuttgart 1882.
- Calvin's Urtheile über Luther: ein Beitrag zur Lutherfeier aus der reformirten Kirche Deutschlands. Ludwigsburg 1883.
  - Ach, leefde Luther nog maar! Calvijns gedachten over Luther. 2000, ISBN 90-76430-14-4.
- Zwingli's Verdienste um die biblische Abendmahlslehre. Verlag J. F. Steinkopf, Stuttgart 1884.
- Abriss einer Geschichte der evangelischen Kirche auf dem europäischen Festland im neunzehnten Jahrhundert. Stuttgart 1886.
- Das evangelische Schwaben: ein kirchliches Zeitbild. Heilbronn 1886.
- Abriss einer Geschichte der evangelischen Kirche in Amerika im neunzehnten Jahrhundert. Verlag J. F. Steinkopf, Stuttgart 1889.
- Wanderung durch Schrift und Geschichte. Gütersloh 1891.
- Ernste Blicke in den Wahn der modernen Kritik des Alten Testaments. Gütersloh 1893.[29]
- Studien über Johannes Calvin: die Urteile katholischer und protestantischer Historiker im 19. Jahrhundert über den Reformator. Gütersloh 1894.
- Israelitische und jüdische Geschichte: Beurteilung der Schrift von J. Wellhausen. Mit Beilagen: Abriss einer Geschichte des Kanons des Alten Testaments. Das Zeugnis des Jesaias. Eine Kritik. Das Wachstum des Abfalls. Der neue Professor in Tübingen. Die Rechtfertigung von Köhler. Der Luterhbiograph über den Pentateuch. Gütersloh 1895.[30]
- Die beiden letzten Lebensjahre von Johannes Calvin. Leipzig 1895.
- Vorträge über kritische Fragen: des Alten Testaments: 1. Vortrag über die Kritik des Alten Testaments, gehalten 27. April 1897. 2. Vorträge gehalten Winter 1896/97 in Tübingen über das Buch Josua, die Bücher der Könige, die Psalmen und das Gesetz. Verlag von E. Ungleich, Leipzig 1898.
- Die beiden letzten Lebensjahre von Johannes Calvin. Revidierter Neudruck, Stuttgart 1898.[31]
- Ueber den biblischen und kirchlichen Begriff der Anrechnung: ein Beitrag zur Rechtfertigungslehre. Verlag Scheffer & Company, Amsterdam 1899.

- Zahn als Herausgeber:
  - Frauenbriefe: Anna Schlatter, Wilhelmine von der Heydt und Kleophea Zahn. Halle 1862 (3. Auflage 1875).[32]
  - Die Lehre der heiligen Schrift vom Worte Gottes, vom Wesen und Werken Gottes, vom Menschen und Gesetz Gottes von Johannes Wichelhaus […]. Nebst Mitteilungen aus seinem Leben. 3., veränderte Auflage, Stuttgart 1892.
- Ein Winter in Tübingen. Skizzen aus dem Leben einer deutschen Universitätsstadt und Mitteilungen aus Vorlesungen über die Thora Moses im Lichte der Heiligen Schrift; mit zwei Beilagen: Die Grundgedanken des Buches Hiob. Adresse an William Henry Green. Stuttgart 1896.[33]